# Spektrofotometri

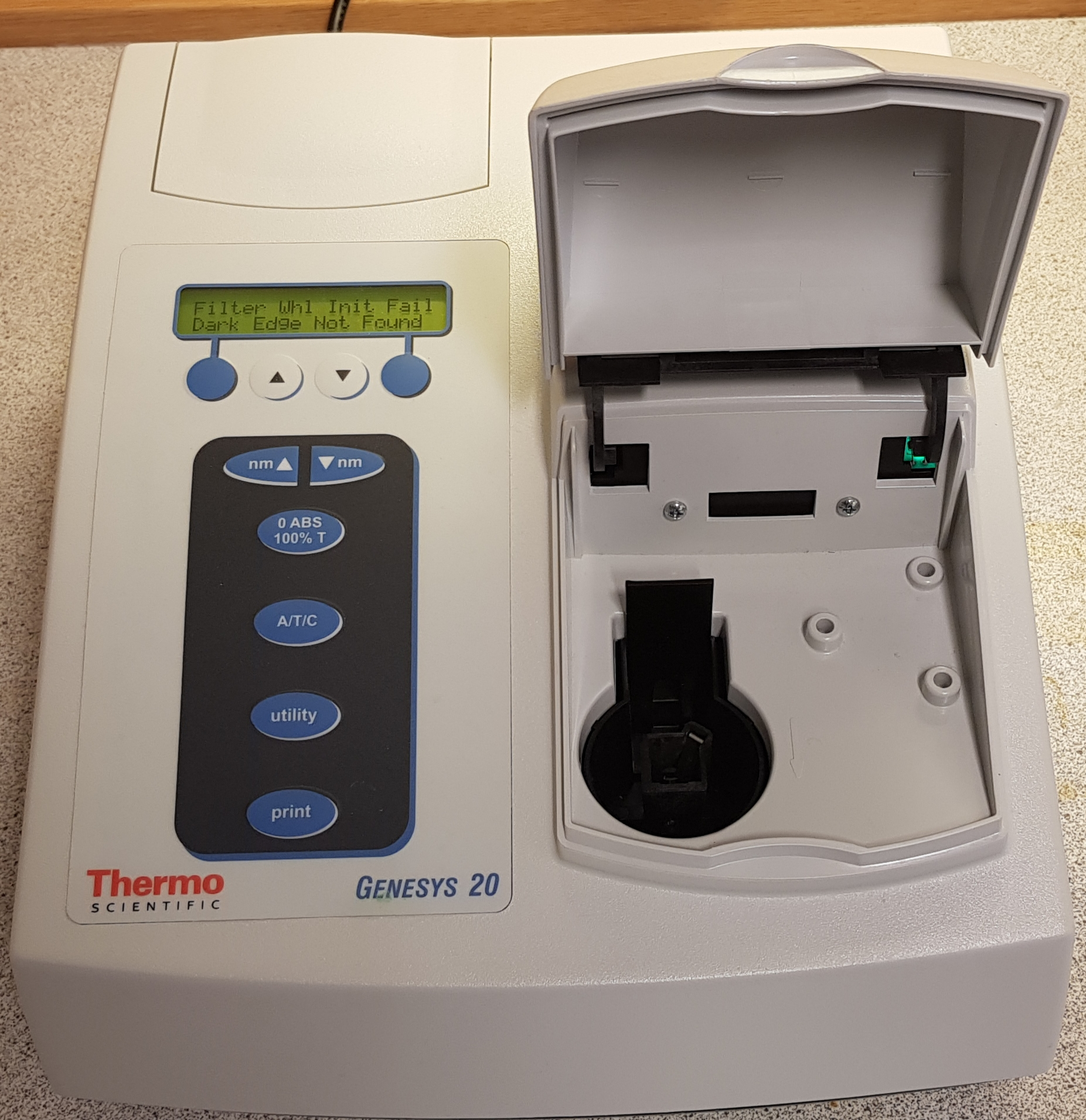
Bild på en spektrofotometer

Spektrofotometri är en metod som utnyttjas för att analysera kemiska prov med hjälp av ljus och få fram koncentrationer för lösningar med okända koncentrationer.  För att kunna göra det behöver man använda en apparat, en spektrofotometer.  

## Funktionen
Det finns en ljuskälla i form av en lampa i spektrofotometrar. Ljuset från lampan passerar genom en spalt så att bara en tunn strimma av ljuset kommer på den andra sidan. Där möter den tunna strimman ett vridbart prisma som har till uppgift att dela upp ljuset i olika våglängder. Efter det får ljuset passera en spalt till och komma fram dit där man sätter sin kyvett, en slags provrör med lösningen i. Eftersom den andra spalten är mycket tunn är det bara ljus av en viss våglängd som kan passeras. Tack vare det vridbara prismat kan man ställa in den våglängd som passar just för den lösningen som ska undersökas. Sist sitter det en detektor som läser av ljusintensiteten och visar absorbansen, det vill säga hur mycket ljus som absorberas av lösningen.
Med hjälp av absorbansen kan koncentrationen för ämnet räknas ut. Formeln nedan kallas för Lambert-Beers lag . Den visar att absorbansen är lika med lösningens koncentration multiplicerat med kyvettens längd (bredd) multiplicerat med lösningens absorptionskoefficient, det vill säga dess inneboende egenskap.
A = c × l × ϵ

Hur en spektrofotometer är uppbyggd.

Eftersom lösningens absorptionskoefficient och kyvettens längd (bredd) alltid hålls konstanta om man mäter på ett och samma ämne, så är absorbansen och lösningens koncentration direkt proportionellt mot varandra. Det är det man kan utnyttja för att beräkna koncentrationen av ämnet i ett okänt prov. Detta kan man göra med hjälp av en kalibreringskurva i ett diagram med absorbansen i y-axeln och koncentrationen i x-axeln. Om man redan har fått fram olika koncentrationer för lösningarna med olika absorbanser, kan man pricka in det i ett diagram och genom det bilda en trendlinje. När man nästa gång vill undersöka vilken koncentration en lösning (med känd absorbans) av samma slag har, kan man använda diagrammet för att se vilken koncentration lösningens absorbans motsvarar. På detta sätt kan man utnyttja spektrofotometri för att analysera ett prov med känt ämne och bestämma dess koncentration. 

## Absorbans och absorptionskoefficient

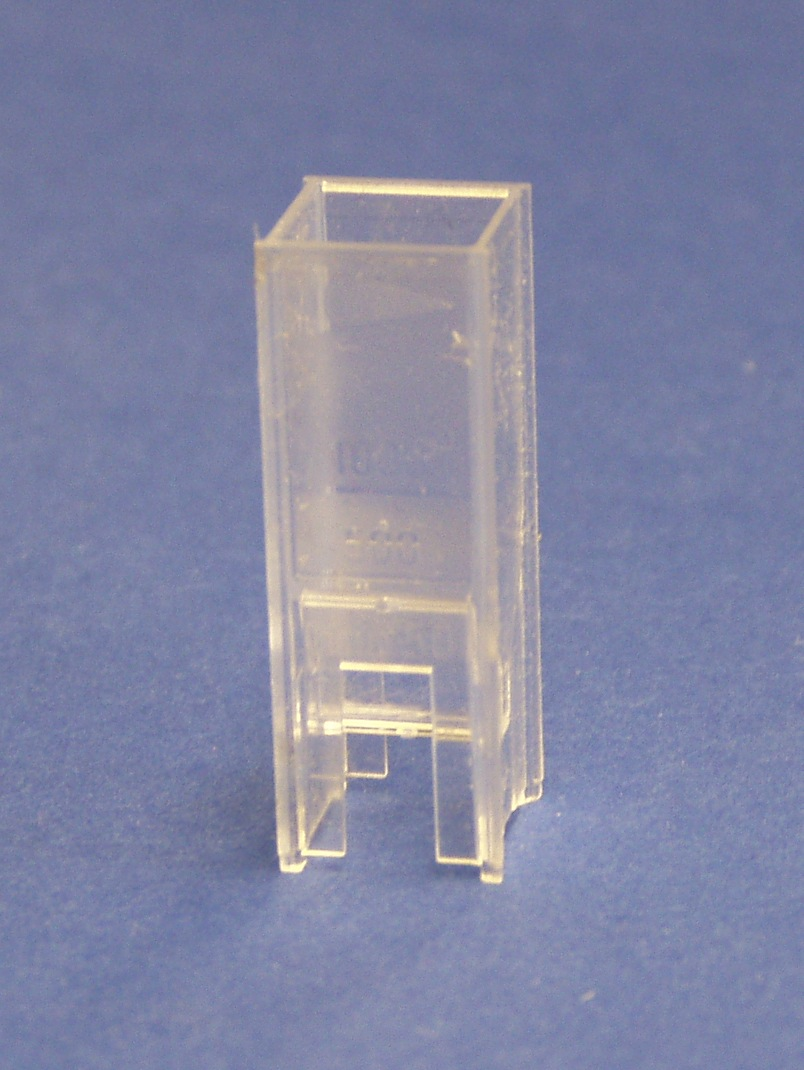
168.958x168.958px

Absorbansen A i Lambert-Beers lag definieras som: {\displaystyle A=\lg {\frac {I_{0}}{I}}}. Absorbansen är en enhetlös storhet. 
I formeln ovan visar {\displaystyle I_{0}} ljusintensiteten utan energiabsorption, alltså intensiteten på det ingående ljuset i den lösning som mäts. {\displaystyle I} är ljusintensiteten efter energiabsorption, det vill säga intensiteten på det utgående ljuset i lösningen. {\displaystyle I} är alltså den som mäts av detektorn på det ljus som kommer igenom och {\displaystyle I_{0}}är det ljuset som har passerat genom en kyvett som bara innehåller lösningsmedel. Detta kallas då för ett blankprov som inte innehåller det undersökta ämnet och det gör man för att få korrektare mätningar. 
Den molära absorptionskoefficienten som också kallas absorptiviteten i en del litteratur, är en konstant som enligt Lambert-Beers lag bestäms som: {\displaystyle \in ={\frac {A}{c\times I}}}. . Det är ett mått på förmågan hos ett substrat, lösningen med det undersökta ämnet, att absorbera ljus vid en viss våglängd. Det är alltså ett mått på vilka våglängder som kan absorberas av ämnet och hur mycket. Eftersom det i spektrofotometri bara är lösningar med en typ av ämne hålls den molära absorptionskoefficient konstant. Eftersom absorbansen inte har någon enhet, beror absorptionskoefficientens enhet på vilka enheter koncentrationen och kyvettens längd (bredd) har. 